# Christian de la Mazière
Christian de La Mazière (ur. 22 sierpnia 1922 w Tours, zm. 15 lutego 2006 w Paris) – francuski publicysta, dziennikarz i pisarz, podoficer 33 Dywizji Grenadierów SS Charlemagne podczas II wojny światowej.
Był synem oficera, który wchodził w skład Francuskiej Misji Wojskowej w Polsce w 1920 roku, a następnie wykładał w Wyższej Szkole Wojennej w Warszawie. Młodość spędził w tym mieście. Następnie rodzina powróciła do Francji. Christian de La Mazière, po zajęciu ojczyzny przez wojska niemieckie w czerwcu 1940, podjął współpracę dziennikarską z kolaboracyjnym pismem „Le Pays Libre”. Należał też do Service du travail obligatoire. W 1943 wstąpił ochotniczo do francuskich oddziałów Waffen-SS. Otrzymał stopień Waffen-Rottenführera der SS. Po przeszkoleniu trafił w 1944 na Pomorze w rejon Szczecinka, gdzie dostał się do polskiej niewoli. Polacy przekazali go funkcjonariuszom Smierszu. Po zakończeniu wojny został deportowany do Francji, gdzie w 1946 roku skazano go na karę 5 lat więzienia. W 1948 wyszedł jednak na wolność dzięki wstawiennictwu wicepremiera Vincenta Auriola. Wykonywał różne zawody, m.in. był impresariem śpiewaczek Juliette Gréco i Dalidy, a następnie w 1952 roku założył własną agencję public relations. Jednocześnie pisał artykuły dla czasopism „L’Écho de la Presse et de la Publicité” i „La Correspondance de la Presse”. W 1969 reżyser Marcel Ophüls nakręcił film dokumentalny Le Chagrin et la pitié, w którym wystąpił m.in. Ch. de La Mazière. W 1972 zostały opublikowane jego wspomnienia z okresu wojny i lat powojennych pt. Le Rêveur casqué. Po zakończeniu działalności agencji public relations zatrudnił się w redakcji magazynu „Figaro Magazine” i gazety „Le Choc du Mois”. Następnie objął funkcję doradcy prezydenta Togo Gnassingbégo Eyadémy. W 2003 roku wydał kontynuację swoich wspomnień pt. Le Rêveur blessé. W Polsce wyszły one w 2005 pt. Marzyciel w hełmie. Francuz w Waffen SS.